# Vastitas

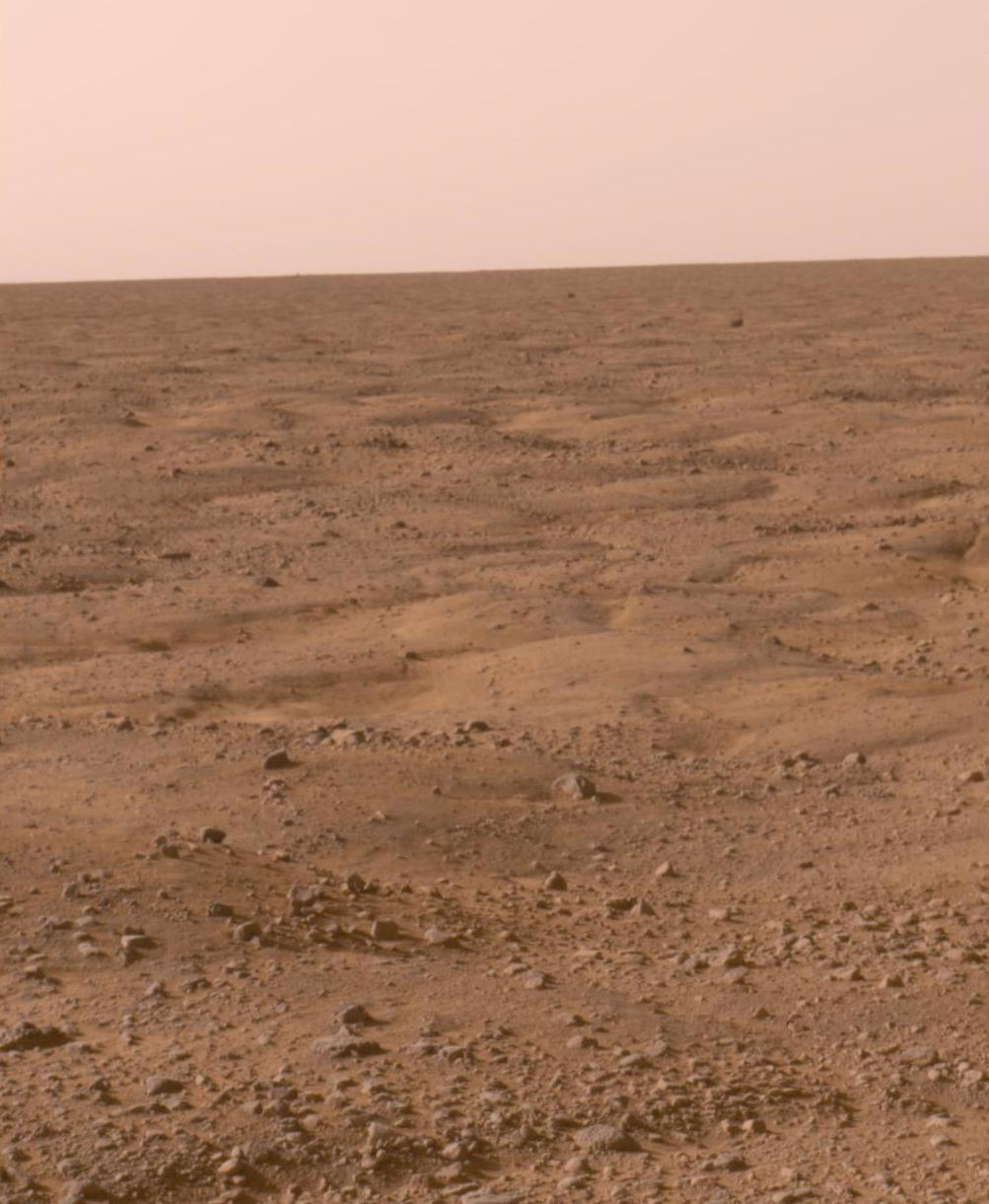
Surface de Vastitas Borealis photographiée par la sonde Phoenix en 2008.

Cet article concerne la formation géologique appelée « vastitas ». Pour la petite fenêtre, voir vasistas.
Vastitas (pluriel  vastitates) est un mot d'origine latine désignant une vaste étendue désolée. La racine de ce mot est « vasto », ce qui signifie vide. Il n'existe qu'une seule formation de ce type dans tout le Système solaire : il s'agit des plaines basses et sans reliefs qui entourent le pôle nord de la planète Mars (en particulier Chryse Planitia, Utopia  Planitia et Amazonis Planitia). Ces plaines circumpolaires sont désignées sous le terme générique de Vastitas Borealis.